# Трава пева
„Трава пева“ (енгл. The Grass is Singing) је први роман британске књижевнице, добитнице Нобелове награде за књижевност, Дорис Лесинг. Радња овог романа, који је објављен 1950, смештена је у Родезији (данашњи Зимбабве) касних 1940-их година и говори о расистичкој политици између белаца и црнаца у тој земљи (која је тада била британска колонија). Роман је постао сензација и постигао је велики успех у Европи и САД.
Назив романа је преузет из поеме Томаса Стернса Елиота „The Waste Land“ (срп. Пуста земља), и то из одељка „What the Thunder Said“ (срп. Шта је гром рекао). Фраза „трава пева“ се помиње у 354. и 386. стиху поеме.

## Адаптације
Године 1981, на основу овог романа, две шведске компаније снимиле су истоимени филм (швед. Gräset sjunger, енгл. Killing Heat). Главне улоге у овој драми, која је премијерно приказана 1982, тумаче Џон То (енгл. John Thaw), Карен Блек (енгл. Karen Black) и Џон Кани (енгл. John Kani).